# Molho agridoce

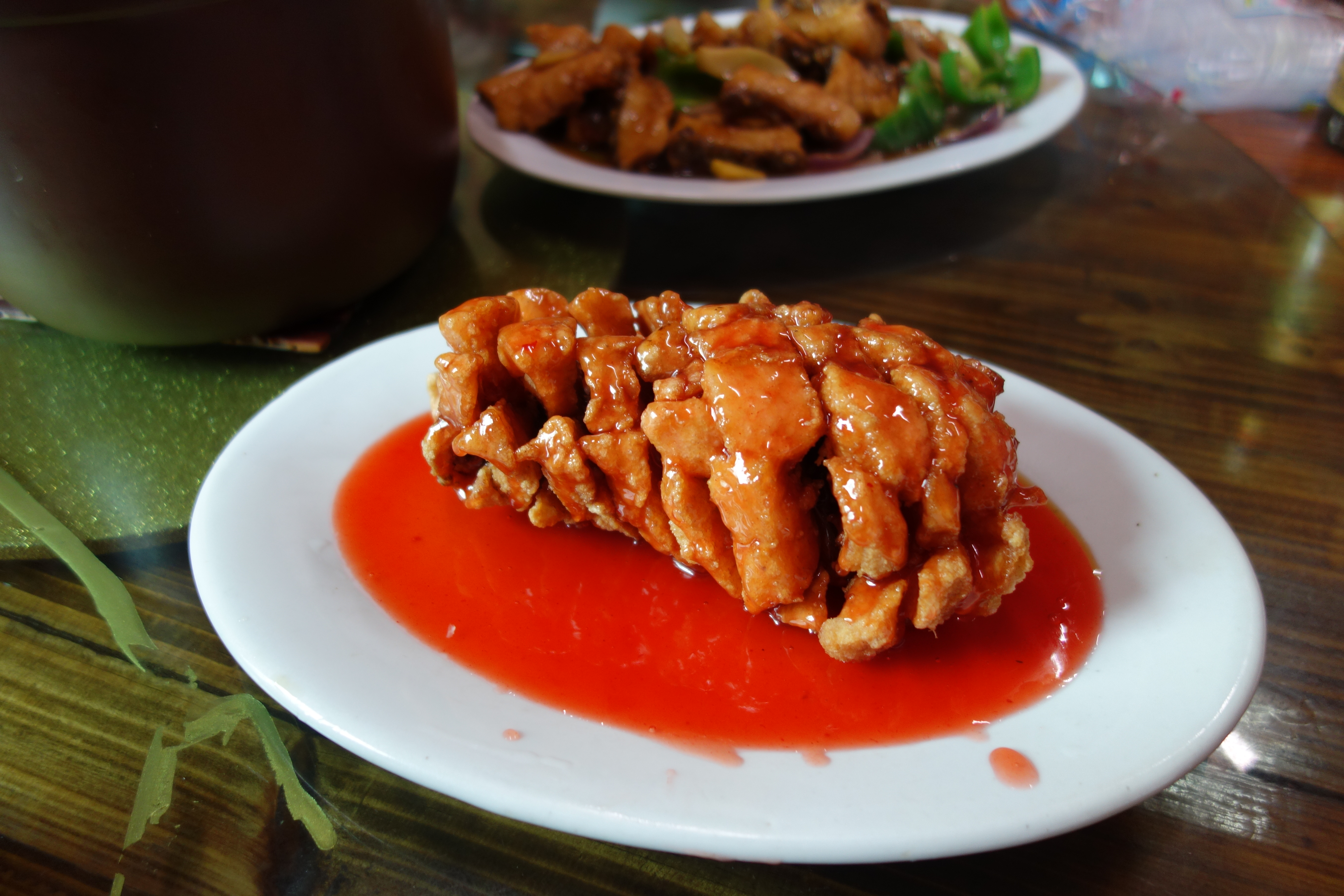
Peixe à milanesa em molho agridoce

Molho agridoce é um termo genérico que engloba vários estilos e receitas de molho, culinária e métodos de preparação de pratos. Muito comum na China, é utilizado na culinária inglesa desde a Idade Média, e continua a ser popular na Europa e nas Américas até os dias atuais.

## Cozinha chinesa

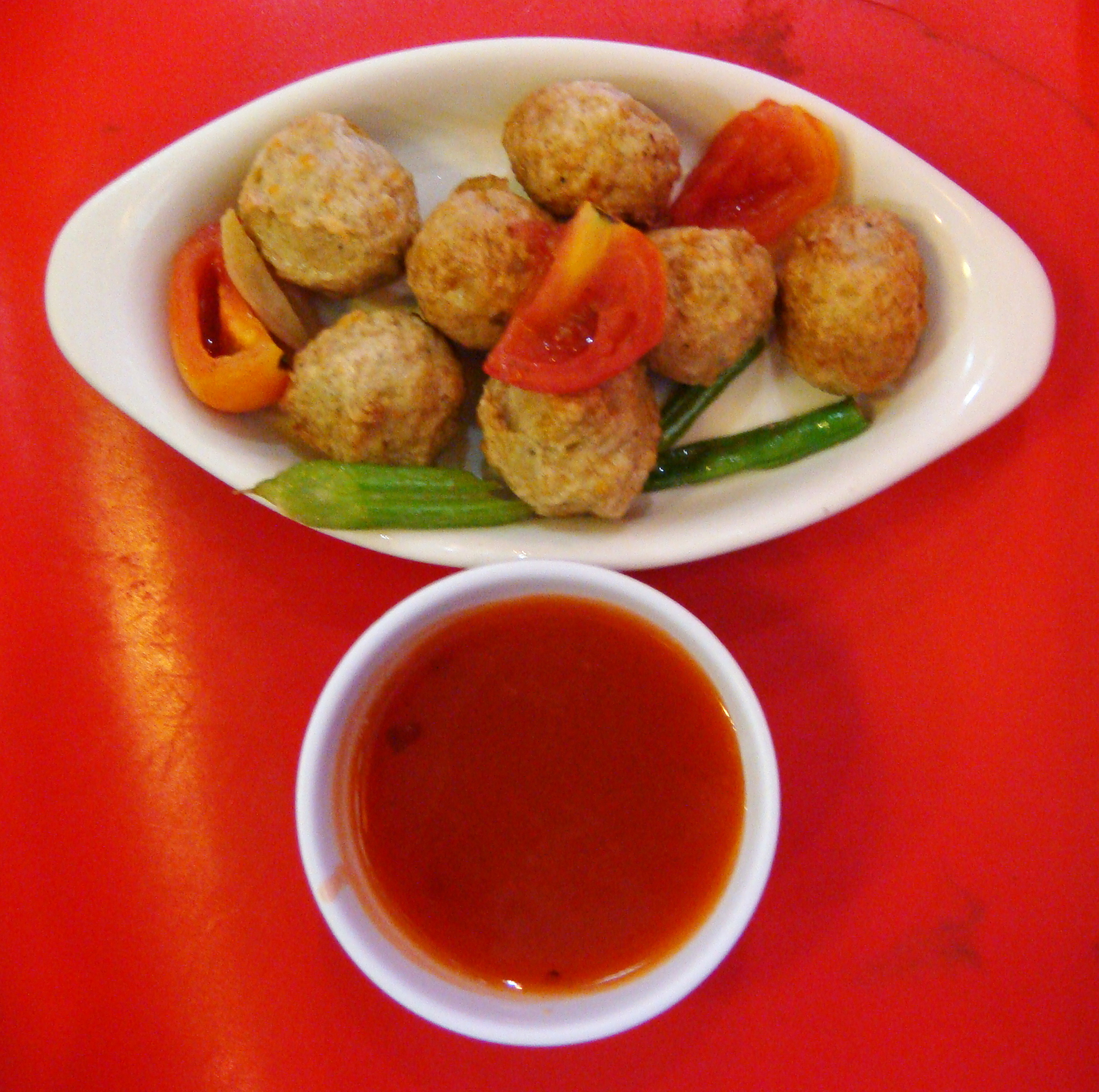
Bolas de bid-bid (Elops affinis) servidas com molho agridoce para mergulhar

Alguns autores dizem que o molho agridoce original surgiu na província Chinesa de Hunan, mas o molho nesta área é uma mistura simples de vinagre e açúcar que não é similar ao popular e atual molho agridoce. Muitos lugares na China usam a receita como um molho para mergulhar peixes e carne, ao invés de utilizá-lo durante a preparação do prato, como é comum na culinária Chinesa ocidentalizada.
Essa maneira de uso do molho é muito popular entre os chineses que fazem ligações entre molhos e carnes particulares, como por exemplo o uso de molho de soja apimentado com camarões e de vinagre com alho para carne de ganso. Existem, no entanto, pratos que utilizam o molho durante a preparação, como a receita carne de porco agridoce cantonesa, que consiste no cozimento da carne no próprio molho.
Nem todos os pratos que utilizam o molho são quentes; alguns são servidos frios, como a "salada agridoce de frutas e vegetais", proveniente das regiões orientais da China. Este prato combina uma salada de vegetais como pepino, tomate, pimentão e cebola com uma mistura de abacaxi (ou pêra) e vinagre e açúcar para o caldo.
Na China, tradicionalmente, os molhos agridoces são feitos a partir da mistura de açúcar ou de mel com líquidos azedos, como vinagre de arroz e molho de soja e especiarias como gengibre e cravo-da-índia. Também é possível encontrar o molho feito a partir de pasta de tomates, mas isso é raro e restrito à cozinha ocidental.

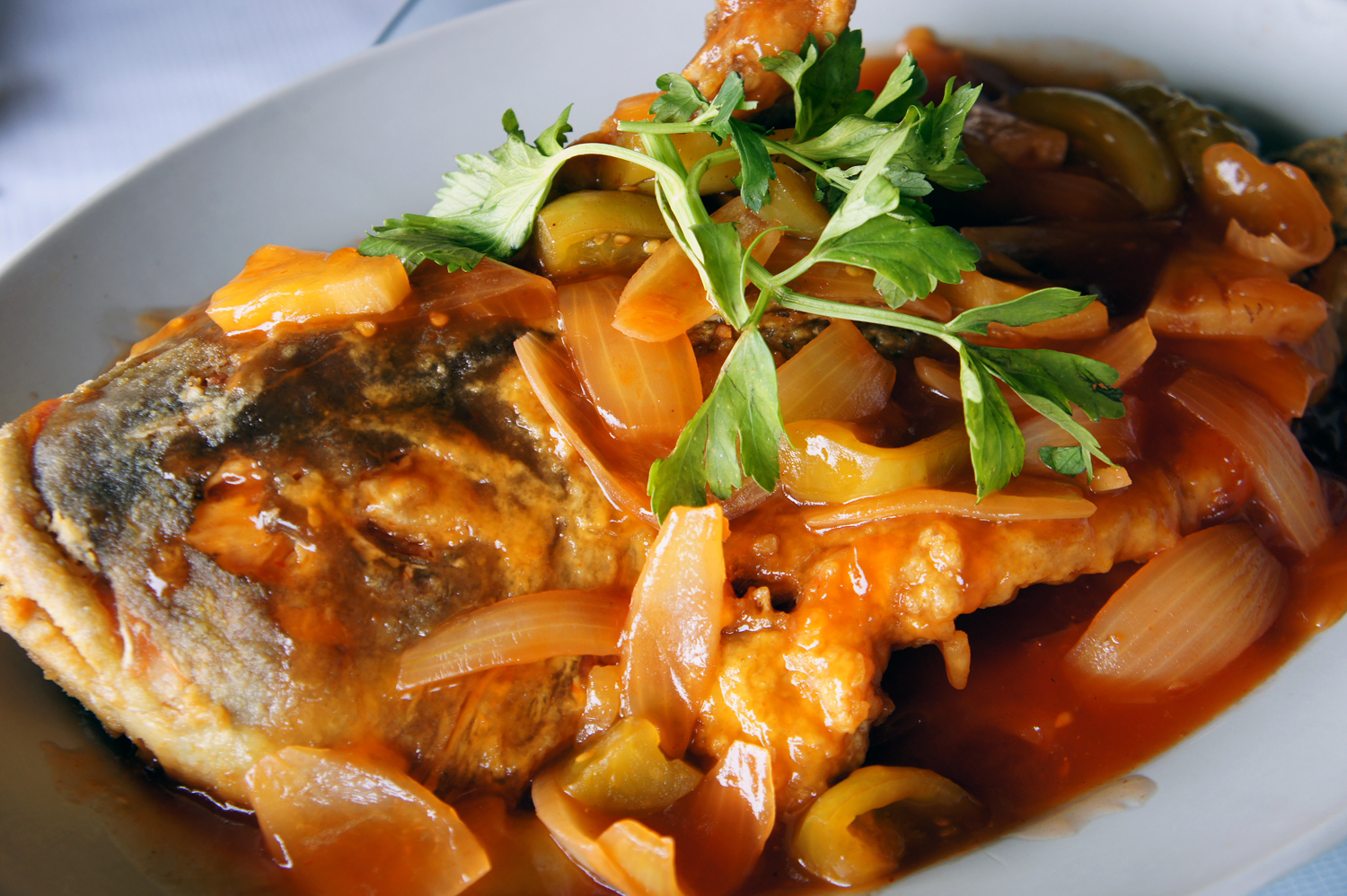
Ragridoce

## Variações regionais

### Guo Bao Rou
Guō Bāo Ròu é um prato clássico da culinária do nordeste chinês (Dongbei) , com origem na cidade de Harbin, na província de Heilongjiang. É feito de grandes e finas fatias de carne de porco em massa de fécula de batata, fritas em óleo até se tornarem crocantes. Em seguida, a carne é coberta de um molho agridoce feito de xarope e vinagre de arroz e temperado com gengibre e alho. A massa absorve o molho e fica macia. A variação do prato preparada em Pequim tem o molho mais ralo e aguado, enquanto a preparada no nordeste recebe molho mais grosso com ketchup adicionado para dar coloração vermelha; no entanto, outras variações do prato podem receber um molho de cor âmbar, proveniente do açúcar caramelizado utilizado na receita.

### Peixe-esquilo mandarim

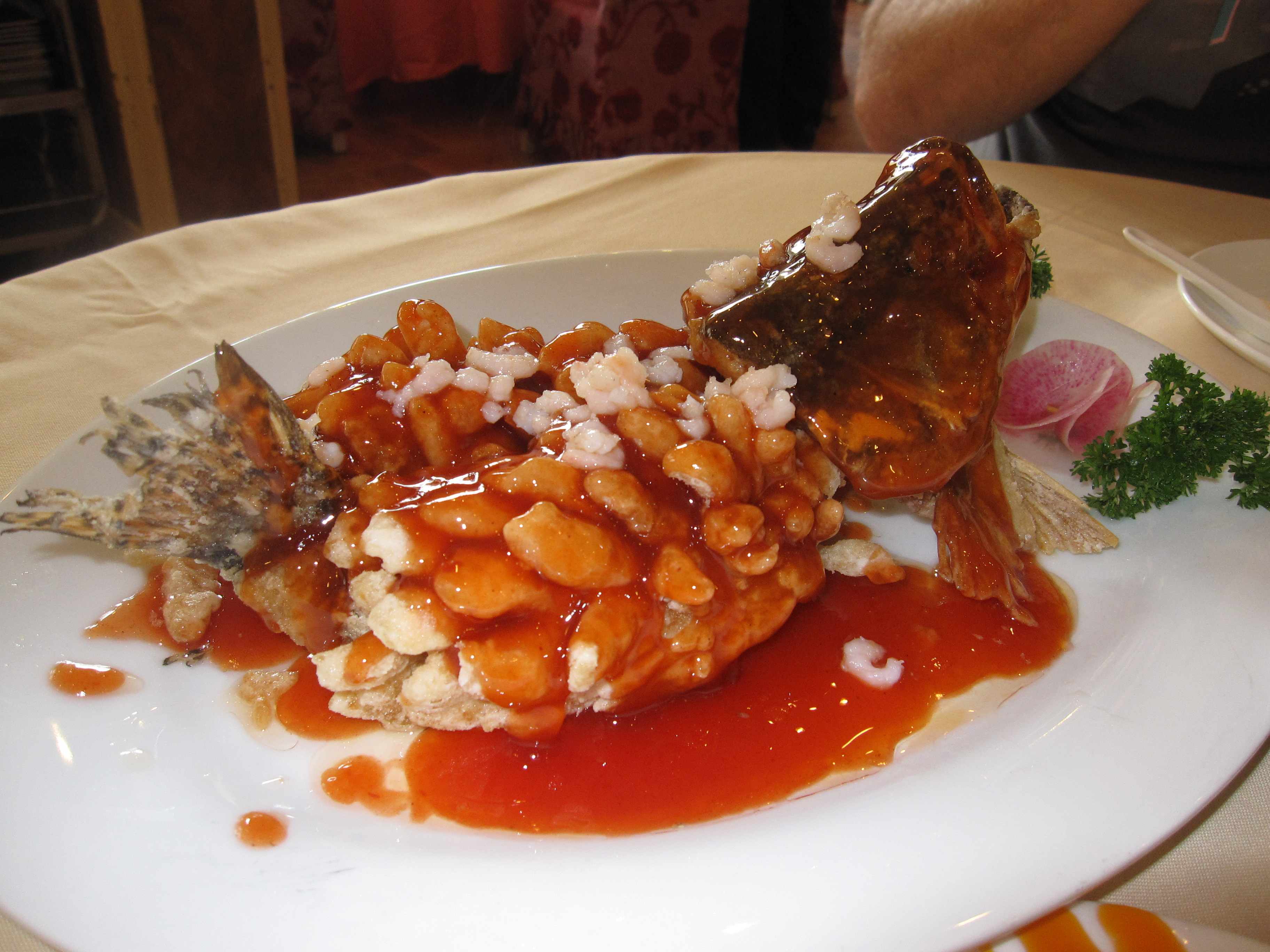
Peixe-esquilo

Popular na província de Jiangsu, o peixe-esquilo mandarim tem uma casca crocante e um interior macio. O corpo do peixe é cortado de forma que, quando cozido, ele se abre e sua aparência fica similar à cauda de esquilo. Apesar do nome do prato, o peixe usado para a preparação do prato é o peixe-mandarim, e não o peixe-esquilo. Ele é servido com molho agridoce regado no topo e decorado com camarão e brotos de bambu secos.

### Carpa agridoce do Rio Amarelo
Uma especialidade da província de Shandong, em particular da cidade de Jinan, a carpa do rio Amarelo é preparada com cortes diagonais em sua carne. Ela é então coberta de farinha de milho e frita, fazendo as fatias enrolarem-se e se expandirem. Para finalizar, molho agridoce é derramado sobre o prato.

### Costeletas agridoces
Um prato popular na culinária de Xangai, as costeletas agridoces são feitas usando costelas de porco levemente cobertas com amido de milho e temperadas, antes de serem fritas e servidas com molho agridoce.

## Culinária ocidental

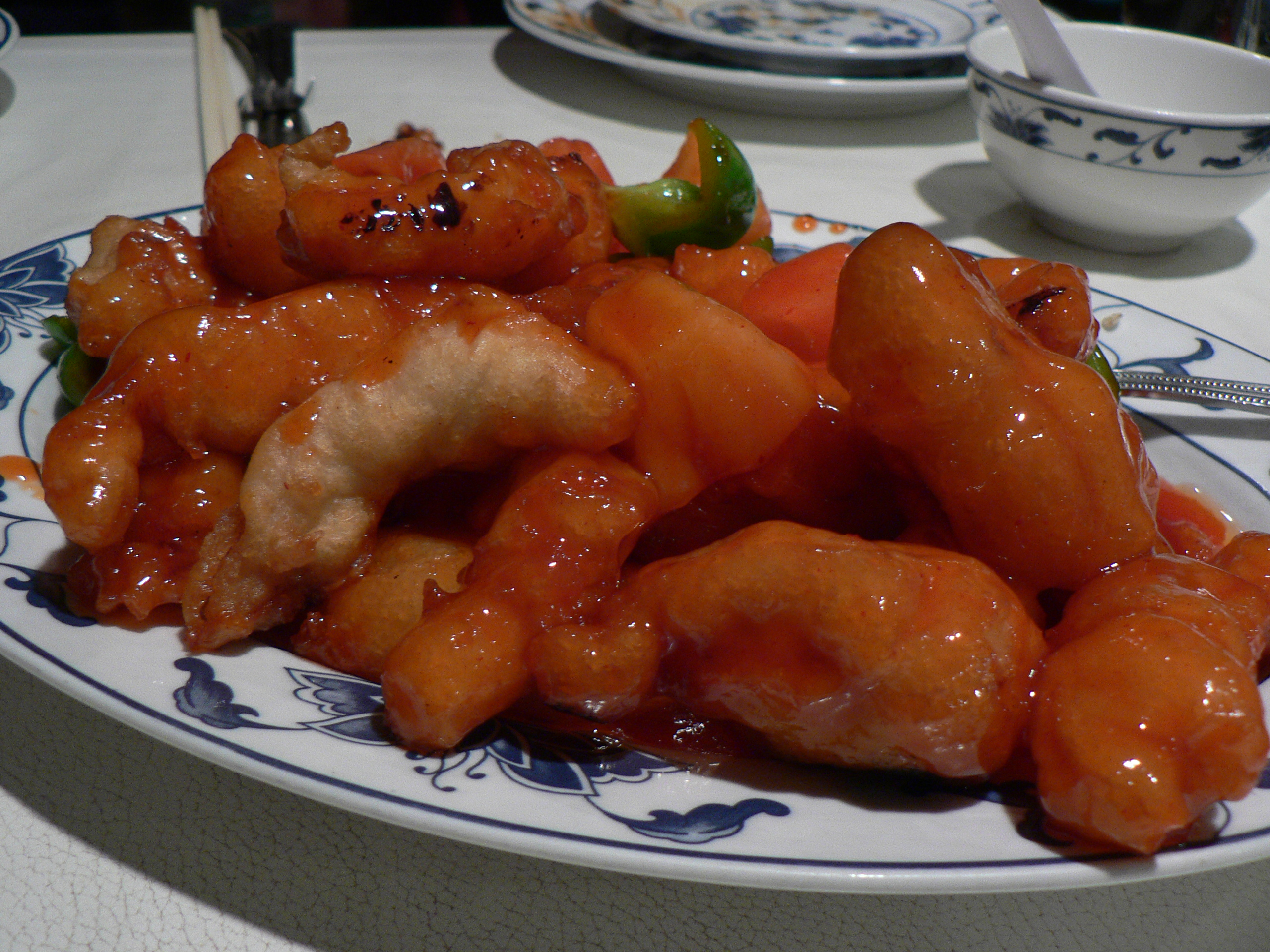
Frango agridoce

Nas culturas ocidentais, o molho agridoce geralmente é usado de duas maneiras diferentes. Os pratos podem conter o molho como um ingrediente no cozimento ou usá-lo na finalização, para mergulho ou regado sobre os alimentos.
Há registros da Idade Média que indicam o uso de molhos agridoces na cozinha inglesa, com receitas presentes no livro de culinária Fôrma de Cury, que data de 1390.
Restaurantes chineses em países ocidentais frequentemente servem frango, carne de porco ou camarão que foi espancada e frito, servido com um molho doce e azedo derramado sobre a carne. Também é comum encontrar o molho doce e azedo cozido com fatias de pimentão verde, cebola e abacaxi antes de ele é derramado sobre a carne.
Na cozinha francesa, a preparação do molho agridoce (aigre-douce) muitas vezes envolve a imersão do alimento em uma quantidade abundante de molho, contrariando as práticas da culinária clássica da França. 
É comum no molho agridoce ocidental a adição de frutas, como abacaxi, e legumes como pimentão e cebolinha. O uso de uma mistura de vinagre e xerez como base é frequente; também é comum o uso de amido de milho como espessante e ketchup de tomate para dar a cor vermelha do molho.